# Sant'Andrea Apostolo dello Ionio
Pour les articles homonymes, voir Sant'Andrea (homonymie).
Sant'Andrea Apostolo dello Ionio est une commune italienne de la province de Catanzaro dans la région Calabre en Italie.

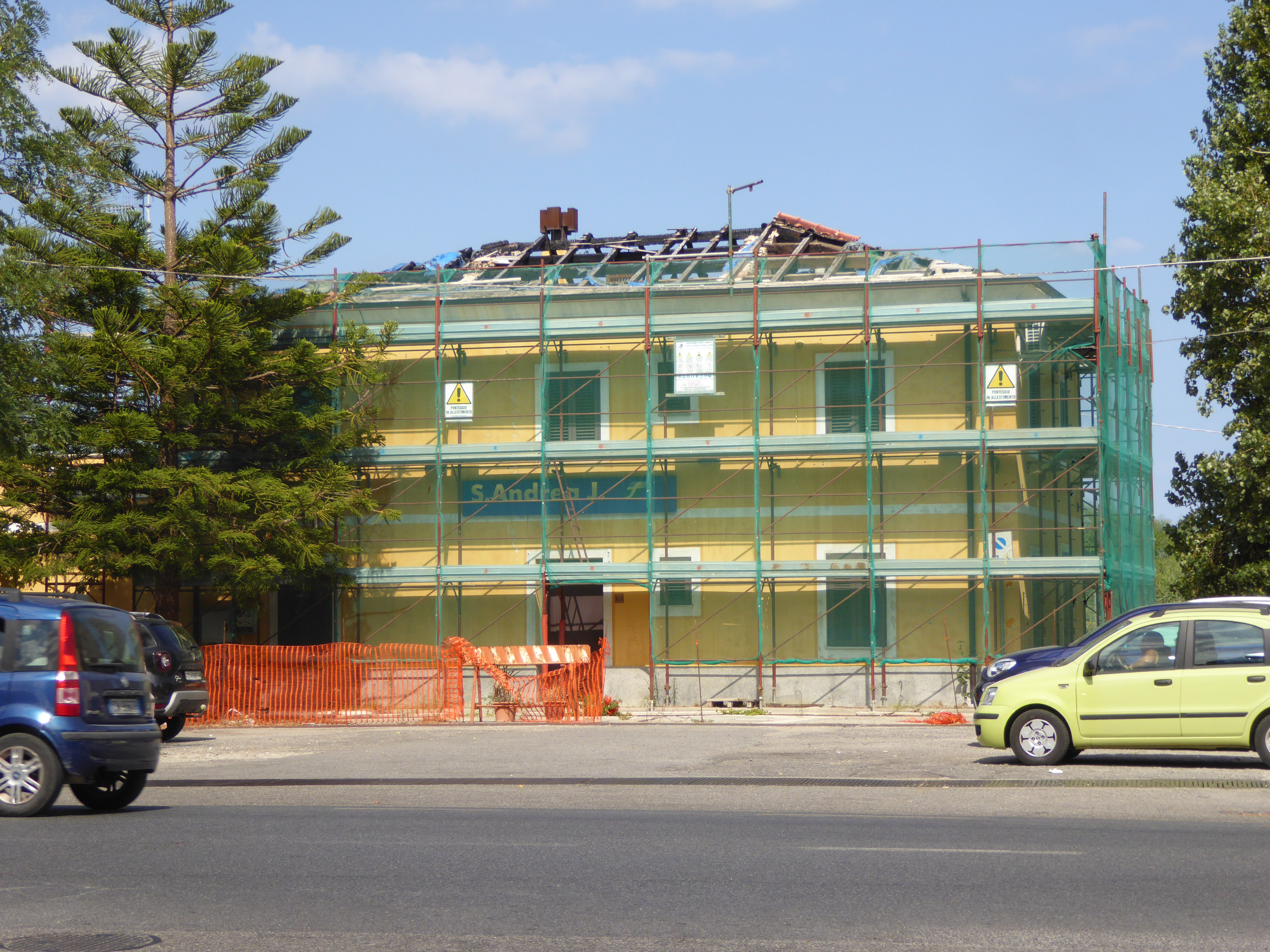
Gare de Sant'Andrea dello Ionio en maintenance (août 2019)

## Personnalités liées à la commune
- Mariantonia Samà (1875-1953), mystique et laïque consacrée, vénérable de l'Église catholique.

## Administration
| Période                                  | Période | Identité | Étiquette | Qualité |
| ---------------------------------------- | ------- | -------- | --------- | ------- |
|                                          |         |          |           |         |
| Les données manquantes sont à compléter. |         |          |           |         |

### Communes limitrophes
Isca sullo Ionio, San Sostene